# Hapalophragmium mysorense
Hapalophragmium mysorense är en svampart som beskrevs av Thirum. 1950. Hapalophragmium mysorense ingår i släktet Hapalophragmium och familjen Raveneliaceae.   Inga underarter finns listade i Catalogue of Life.